# Ligyra astarte
Ligyra astarte är en tvåvingeart som beskrevs av Greathead 1980. Ligyra astarte ingår i släktet Ligyra och familjen svävflugor.
Artens utbredningsområde är Saudiarabien. Inga underarter finns listade i Catalogue of Life.